# Elsfjord
Elsfjord är en by i Vefsns kommun i Nordland fylke i norra Norge. Byn ligger längst inne i Elsfjorden, en arm av Ranfjorden, vid sidan av Nordlandsbanen.
Byn utgjorde tidigare centralort i dåvarande Elsfjords kommun.